# Christoph von Kruschwitz
Christoph „Türk“ von Kruschwitz (* 10. November 1497 in Leipzig; † 9. Juni 1547 ebenda) war ein deutscher Jurist, Doktor beider Rechte und Kanzler des Kardinals von Mainz und des Herzogs von Sachsen. Seine Familie errichtete ihm zu Ehren ein Epitaph, welches in der Universitätskirche St. Pauli zu Leipzig zu sehen ist.

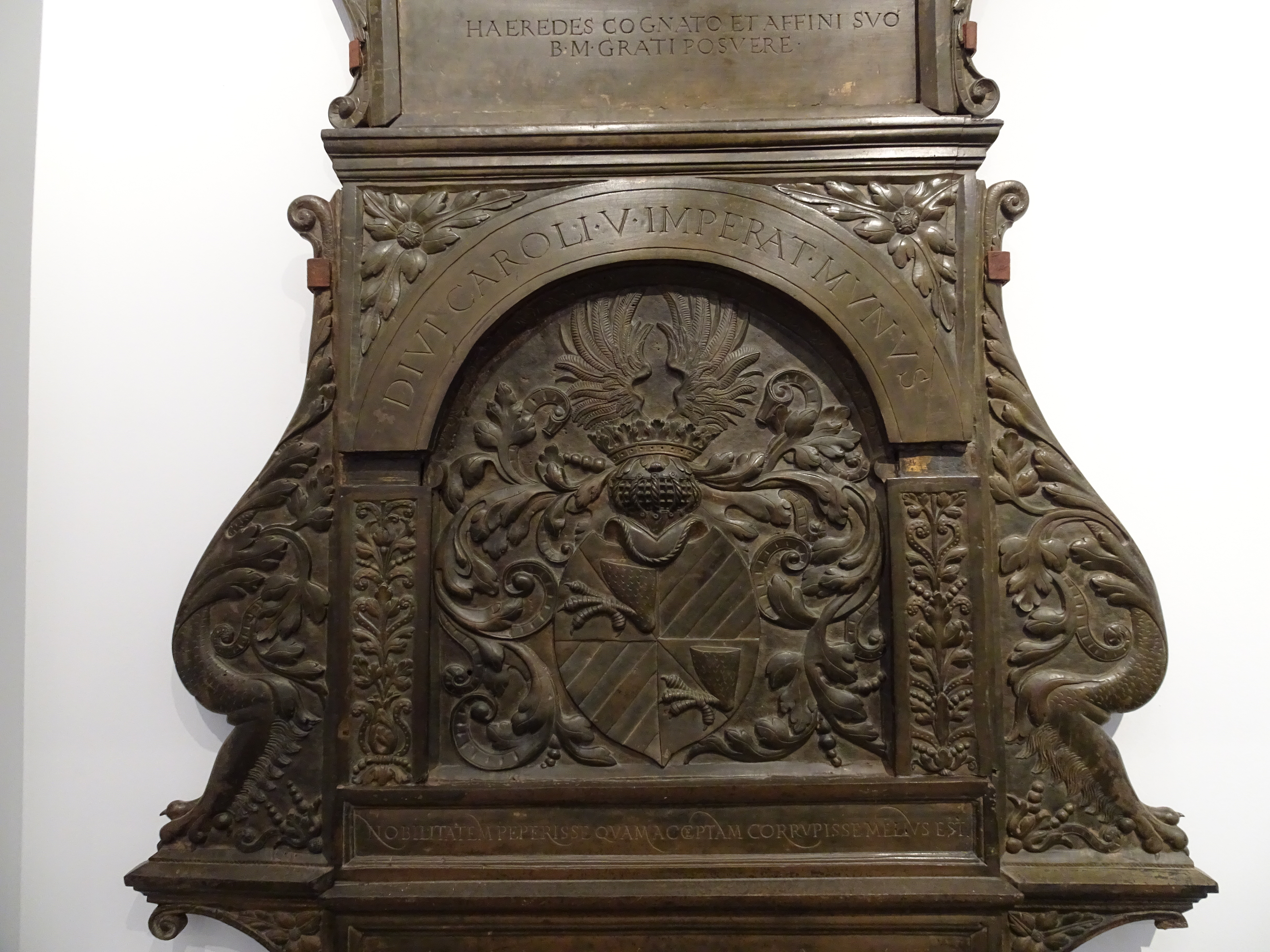
Wappen des Christoph „Türk“ von Kruschwitz von seinem Epitaph

## Leben
Christoph Kruschwitz wurde am 10. November 1497 in Leipzig geboren. Sein Vater war vermutlich Jakob Kruschwitz, der im April 1481 das Leipziger Bürgerrecht erwarb und dem gem. dem Landsteuerbuch von 1499 ein Haus in der Nikolai- und der Ritterstraße besaß. Der Ursprung des Beinamens „Türk“ ist nicht geklärt. Er erscheint jedoch bereits im Jahr 1503 in den Matrikeln der Universität Leipzig. Der eigentliche Studienbeginn wird jedoch später erfolgt sein. Im Jahr 1514 erlangte er an der Philosophischen Fakultät den Grad eines Bakkalaureus und setzt danach sein Studium in Bologna und Ferrara fort, wo er zum Doktor der Rechte promoviert. Diese rechtswissenschaftlichen Studien setzte er ab 1521 in Leipzig fort. Im Jahr 1523 wurde er Kanzler des Kardinals Albrecht von Brandenburg. In Anerkennung für seine Dienste wurde er 1530 durch Kaiser Karl V. in den erblichen Adelsstand erhoben und erhielt als Lehen Schloss und Ort Ermsleben (Harz) sowie später Schloss Staßfurt und Konradsburg. Parallel dazu trat er 1544 als Amtmann auf dem Petersberg bei Halle in die Dienste Herzog Moritz von Sachsen. Nach dem Tod Kardinals Albrecht von Brandenburg fiel er in Ungnade wurde unter dem Vorwurf der Korruption seines Amtes als magdeburgischer Kanzler enthoben und man entzog im alle seine Lehen. Er konnte jedoch nach Sachsen fliehen und betrieb von Leipzig aus die Restitution seiner Güter. Seine Bemühungen waren auch erfolgreich, jedoch starb er kurz vor der Rückkehr nach Ermsleben am 9. Juni 1547 in Leipzig einen qualvollen Tod:

„Als er todt war / raget im die zung lang zum halß herauß / das man ims nicht wider in das mawl bringen kund / Er hatte auch die zungen zerbissen / und war kohlschwarz.“

.
Christoph Kruschwitz war mit Ursula Goldhans einer Tochter des Leipziger Ratsherrn Christian Goldhans verheiratet. Die aus dieser Ehe stammenden Kinder starben gemäß einem auf dem Passendorfer Kirchhof befindlichen Grabstein früh. Eine Schwester von Ursula Goldhans, Elisabeth, war verheiratet mit dem Brandenburgischen Kanzler Lampert Distelmeyer.

## Epitaph

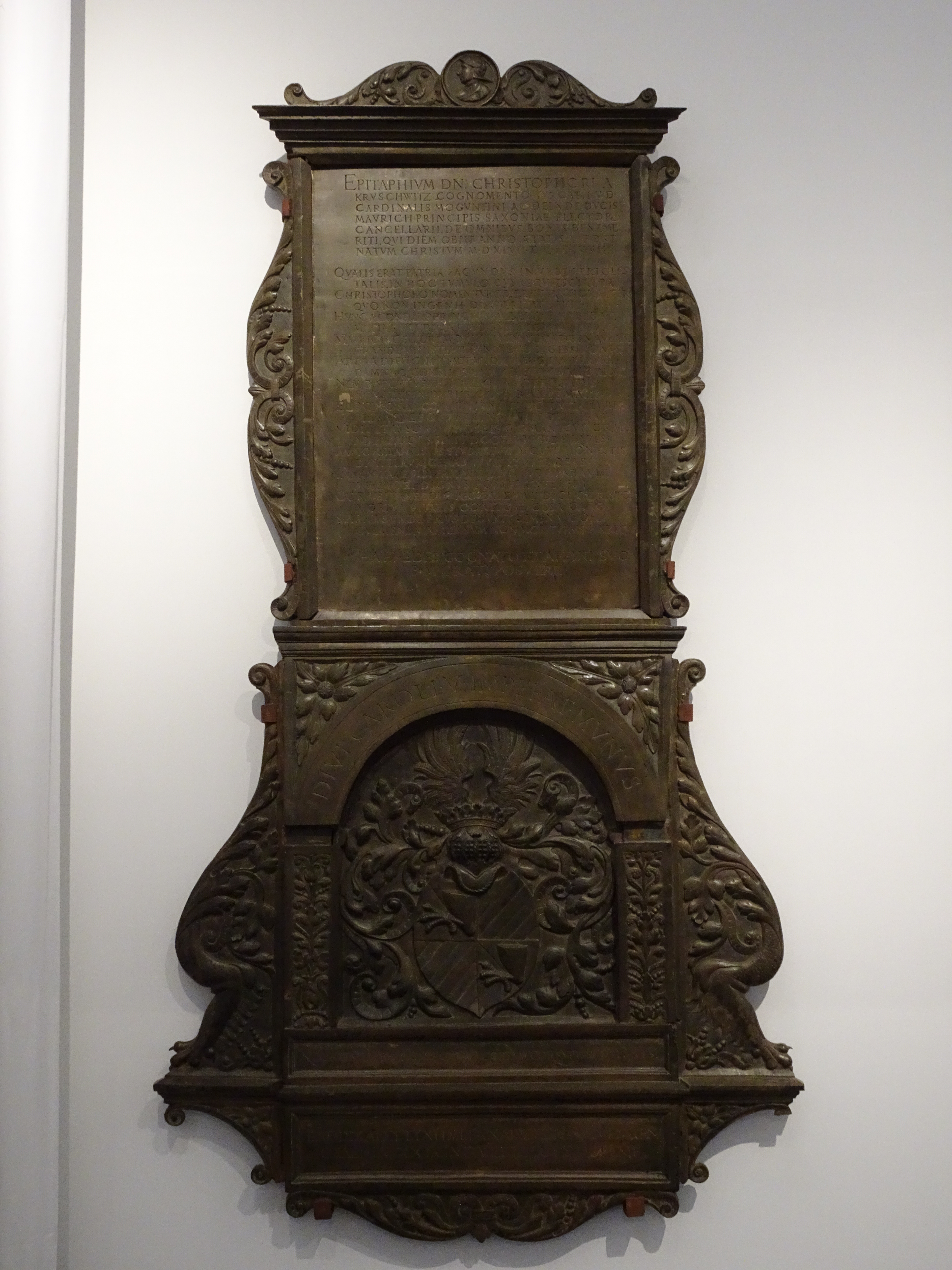
Epitaph für Christoph „Türk“ von Kruschwitz

Das Epitaph besteht aus insgesamt sechs Teilen, die im Bronzeguss ausgeführt sind. Es gliedert sich in eine große Inschriftentafel, eine Tafel mit dem Familienwappen sowie zwei kleine Inschriften die alle von Akanthusranken, die im unteren Bereich in Löwenpranken übergehen, eingefasst sind.
Die obere Inschriftentafel würdigt auf Latein das Leben und die Verdienste des Verstorbenen. Darunter dominiert das von Kaiser Karl V. verliehene Wappen das Epitaph. Die unterste Inschrift ist ein in Griechisch verfasstes elegisches Distichon, dessen Übersetzung lautet:

„Hoffnung und du, Glück, lebt noch und noch wohl! Ich habe den Hafen gefunden.

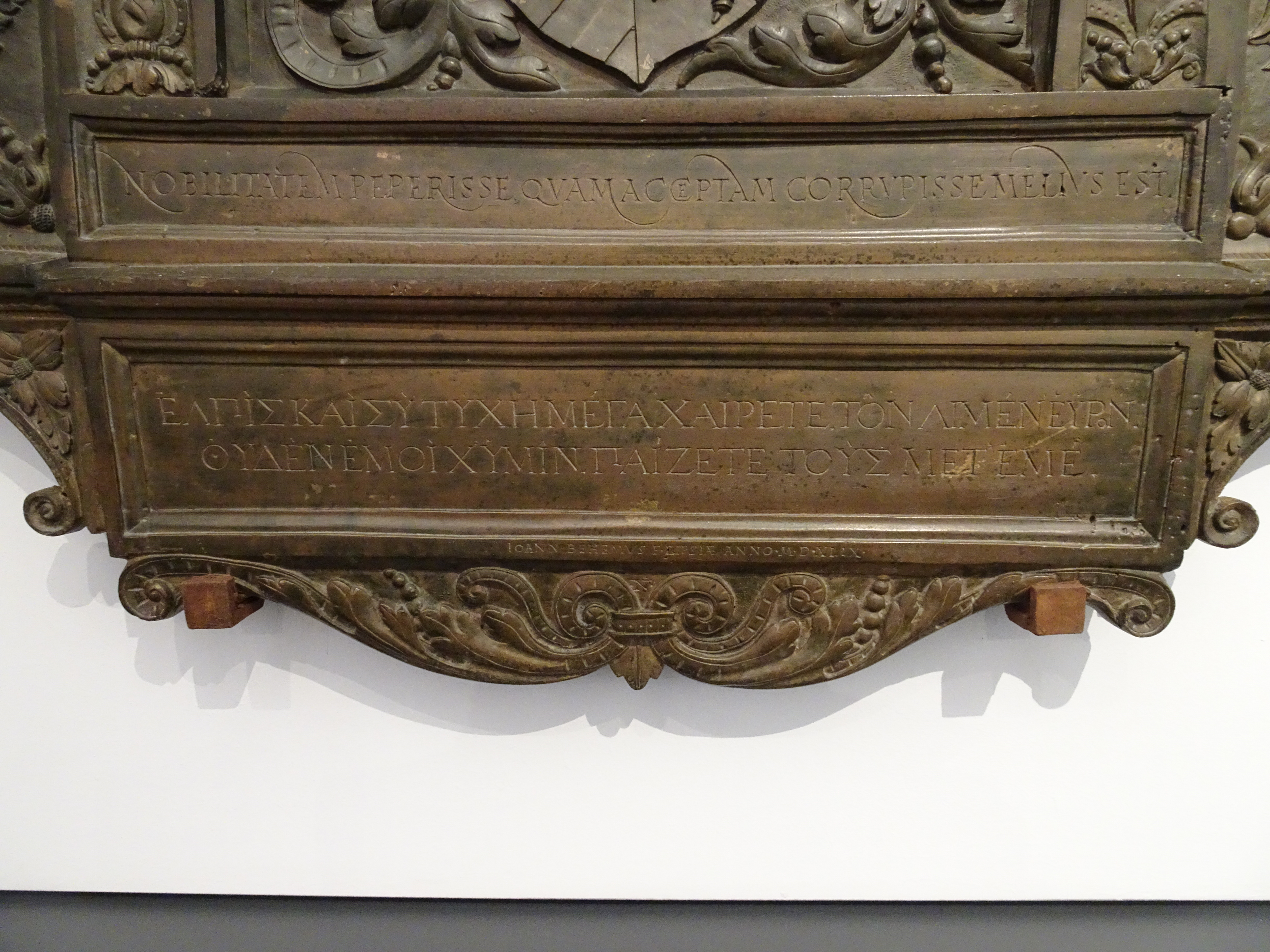
Inschrift vom Epitaph des Christoph „Türk“ von Kruschwitz

Nichts mehr verbindet uns miteinander. Euer Spiel treibt mit denen, die nach mir kommen.“

Das Epitaph wurde zwei Jahre nach dem Tod durch Johannes Behem in Leipzig gefertigt. Es befand sich ursprünglich an der Nordwand des Kirchenschiffs. Die davor im Boden befindliche Grabplatte, die ebenfalls mit einer Inschrift versehen war, ging im Zusammenhang mit der Sprengung der Paulinerkirche unter.
Nunmehr wurde das gerettete Epitaph an der Südwand des südlichen Seitenschiffs unterhalb der Schwalbennestorgel angebracht.